# FK Mashʼal Muborak
Der FK Mashʼal Muborak (auch Mubarek) ist ein Fußballklub in der usbekischen Stadt Muborak. Der Verein spielt derzeit in der höchsten nationalen Spielklasse, der Usbekische Profi-Fußballliga. Seine Heimspiele trägt der Club im Fargona Stadion aus. Gegründet wurde der Verein 1992 und 1994 gelang als Meister der 2. Liga der Aufstieg in die erste Liga. In den letzten Jahren fand sich der Verein zu Ende der Saison fast ständig auf den vorderen Plätzen wieder. Dennoch blieb der größte Erfolg des Vereins das Erreichen des Pokalfinals 2006. Dadurch qualifizierte man sich für AFC Champions League, kam jedoch über die Gruppenphase nicht hinaus.

## Vereinserfolge

### National
- Usbekischer Zweitligameister: 1994, 2013, 2019, 2024
- Usbekischer Pokalfinalist: 2006[1]
- Usbekischer Ligapokalsieger: 2014

## Ehemalige bekannte Spieler
- Mirjalol Qosimov